# Assara
Assara é um gênero de mariposa pertencente à família Crambidae.